# 실고추

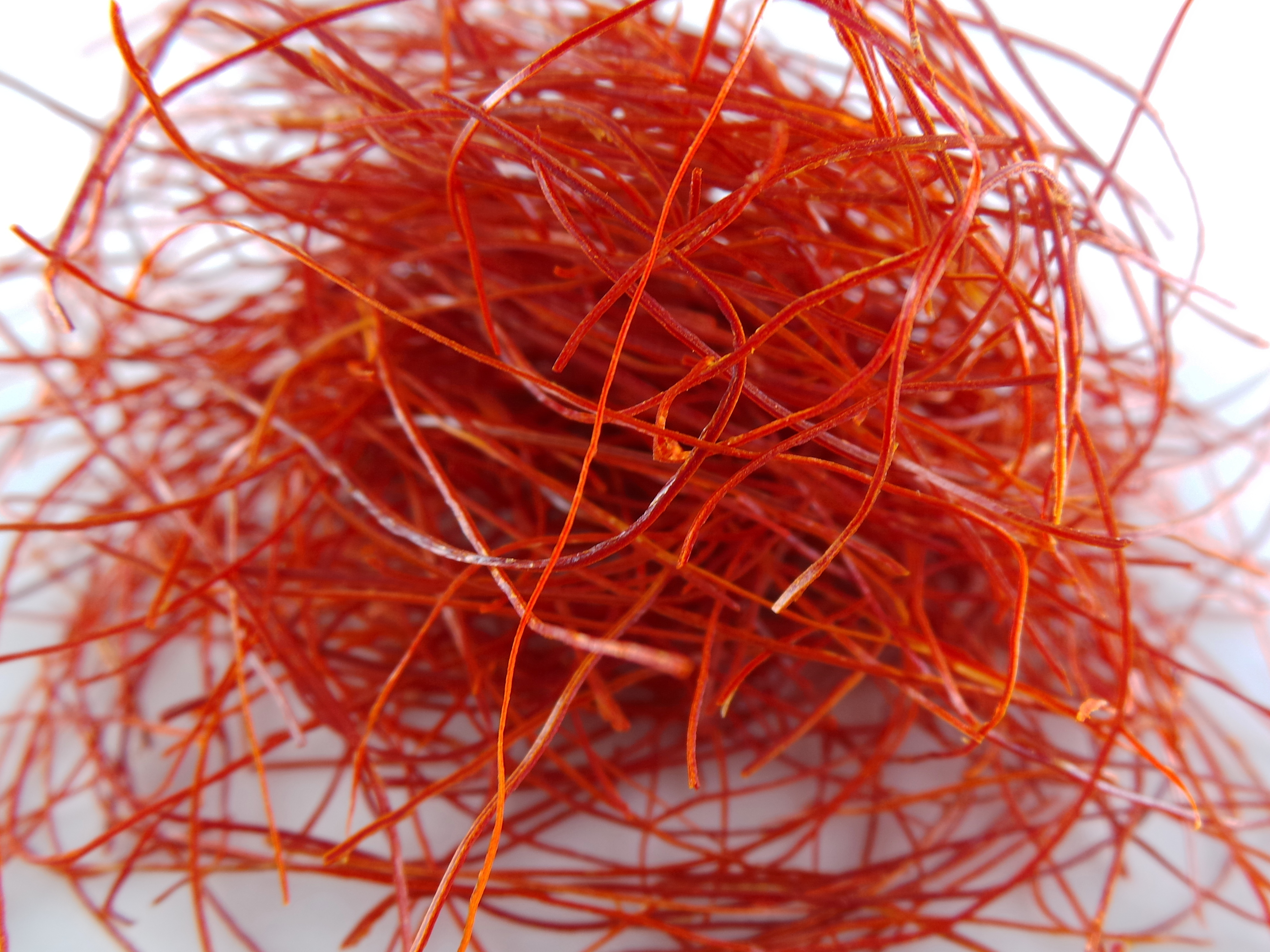
실고추

실고추는 실같이 가늘게 썬 고추이다. 한식에서 고명으로 쓴다.

## 사진 갤러리

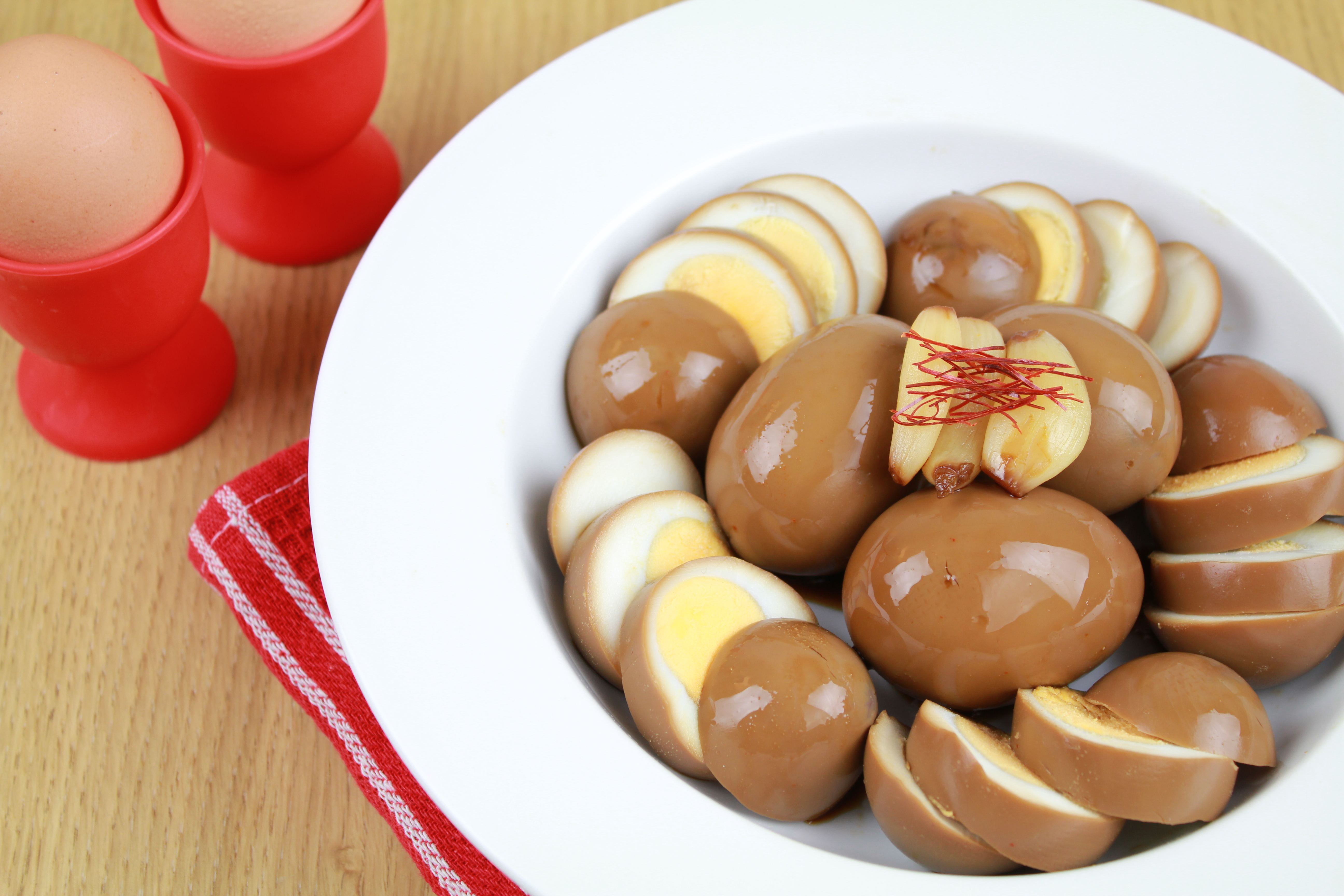
달걀장조림
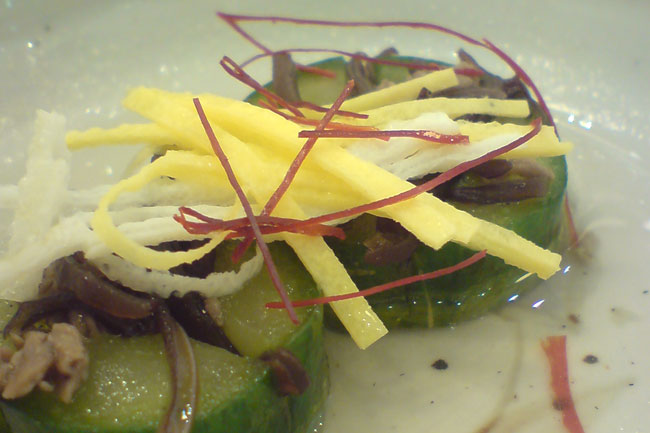
오이선
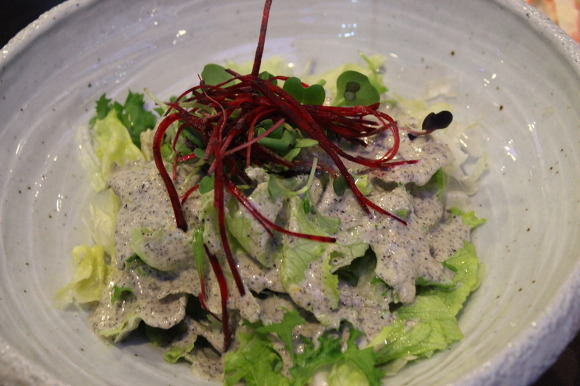
샐러드

## 같이 보기
- 알고명